# Resolutie 196 Veiligheidsraad Verenigde Naties
Resolutie 196 van de Veiligheidsraad van de Verenigde Naties was de eerste van twee resoluties die werden aangenomen op 30 oktober 1964. De Veiligheidsraad beval Malta aan voor VN-lidmaatschap.

## Inhoud
De Veiligheidsraad had de Maltese aanvraag tot lidmaatschap van de VN bestudeerd, en beval de Algemene Vergadering aan om aan Malta het VN-lidmaatschap toe te kennen.

## Verwante resoluties
- Resolutie 185 Veiligheidsraad Verenigde Naties (Kenia)
- Resolutie 195 Veiligheidsraad Verenigde Naties (Malawi)
- Resolutie 197 Veiligheidsraad Verenigde Naties (Zambia)
- Resolutie 200 Veiligheidsraad Verenigde Naties (Gambia)

Lijst ·  186 ·  187 ·  188 ·  189 ·  190 ·  191 ·  192 ·  193 ·  194 ·  195 ·  196 ·  197 ·  198 ·  199